# Iboti
Iboti est un village du Cameroun situé dans le département du Nkam (région du Littoral).  Il fait partie de l'arrondissement de Yingui.

## Population
Lors du recensement de 2005, la population d'Iboti était de 170 habitants, dont 98 hommes et 72 femmes.
Les villageois vivent principalement du commerce de la viande de brousse.

## Environnement
La localité se trouve en bordure de la forêt d'Ebo, où une nouvelle population de gorilles a été découverte en novembre 2002. Un crâne de gorille a notamment été collecté dans le village d'Iboti. Pour assurer leur conservation, un Club des Amis des Gorilles (CAG) réunissant 34 membres à l'origine a été créé dans le village en 2012.
Sur son territoire, on trouve également des plantes endémiques, telles que Medusandra mpomiana ou Gilbertiodendron ebo.

## Infrastructures
Iboti dispose d'une école primaire catholique.

## Transports
Situé dans une zone montagneuse, le village est assez isolé. La route qui y mène n'est qu'une voie de passage saisonnière, souvent impraticable en raison des pluies et des coulées de boue. Il n'existe pas de transport public (2010). Le village le plus proche – où vient un taxi-brousse deux fois par semaine – se trouve à 8 heures de marche.